# Arghus Bordignon
Arghus Soares Bordignon (Alegrete, 19 januari 1988), voetbalnaam Arghus, is een Braziliaans−Italiaans oud-voetballer die bij voorkeur als verdediger speelde.

## Loopbaan
Na een reeks van periodes met diverse Braziliaanse clubs, tekende Arghus in 2011 een contract voor drie seizoenen bij het Sloveense NK Maribor. Hij vierde veel successen met de club waaronder viermaal het landskampioenschap en tweemaal de Sloveense voetbalbeker. In augustus 2015 tekende hij bij het Portugese SC Braga. Hij wist in zijn eerste seizoen bij de club niet volledig door te breken en werd voornamelijk gebruikt als invaller.
Gedurende het seizoen 2016/17 werd Arghus verhuurd aan Excelsior. Hij maakte zijn debuut in de Eredivisie tegen ADO Den Haag als invaller. Het bleef echter bij deze ene wedstrijd doordat Arghus op 3 oktober 2016 tijdens de wedstrijd tussen Jong Excelsior en Jong Feyenoord een kruisbandblessure opliep. De verdediger lag er vier tot zes maanden uit. Hij keerde aan het einde van het seizoen terug naar Portugal. In januari 2018 maakte hij de overstap naar het Griekse Panetolikos. Hier speelde hij in anderhalf jaar dertig wedstrijden, waarin hij tweemaal doel trof.
In juli 2019 tekende Arghus voor één seizoen bij de Portugese tweedeklasser Académica Coimbra. Een jaar later verkaste hij naar competitiegenoot Casa Pia AC.

## Erelijst
NK Maribor
- Sloveense Prva Liga: 2011/12, 2012/13, 2013/14, 2014/15
- Sloveense voetbalbeker: 2011/12, 2012/13
- Sloveense supercup: 2012, 2013, 2014

 SC Braga
- Portugese voetbalbeker: 2015/16